# Billboard Japan Heatseekers Songs
Billboard Japan Heatseekers Songs（ビルボード・ジャパン・ヒートシーカーズ・ソングス）は、Billboard JAPANによって発表されている日本の音楽チャート。総合楽曲チャート「Billboard Japan Hot 100」を構成するデータから特定の条件で抽出した、新人アーティストチャートである。

## チャートの構成
米国ビルボードの新人チャート「トップ・ヒートシーカーズ」の日本版。これまで1度も総合チャート「Billboard Japan Hot 100」の20位以内にランクインしたことのないアーティストの楽曲のみが集計される。Billboard Japan Hot 100を構成するデータのうち、ラジオ、ダウンロード、ストリーミング、週間動画再生数が集計対象となっている。
2021年6月7日付より、直近6か月（26週）中4か月相当（17週）以上20位以内にチャートインしたアーティストは除外する新ルールが導入された。

## 歴史
2020年10月12日付チャートから先行公開され、2020年12月7日付のチャートから正式に新設された。最初に首位を獲得したのは、Reolの「第六感」であった。

## 首位獲得作品

### 週間
- 2020年
- 2021年
- 2022年
- 2023年
- 2024年
- 2025年

### 年間
| 年度   | 曲             | アーティスト           | 出典  |
| ------ | -------------- | ---------------------- | ----- |
| 2021年 | うっせぇわ     | Ado                    | [ 4 ] |
| 2022年 | バニラ         | きゃない               | [ 5 ] |
| 2023年 | オトナブルー   | 新しい学校のリーダーズ | [ 6 ] |
| 2024年 | はいよろこんで | こっちのけんと         | [ 7 ] |